# Anne-Rose Neumann
Anne-Rose Neumann, de soltera Schunke (16 de junio de 1935 en Apolda-15 de abril de 2016 en Greifswald) fue una activista y bailarina alemana. 

## Biografía
Anne-Rose Neumann, desde joven, quería ser bailarina de ballet y entre 1951 y 1954, mientras estudiaba el bachillerato, lo estuvo aprendiendo en la Academia de Dresde. En 1955 la contrató como bailarina para una temporada, Walter Felsenstein, el director de la Ópera Cómica de Berlín. De 1956 a 1960, fue bailarina en el Ballet de Friedrichstadt-Palastes. De 1958 a 1963, trabajó como cabaretista en el  Cabaret Lachbrett, en Berlín.
Su primera aparición en televisión fue el 8 de marzo de 1963, –  Día Internacional de la Mujer – en la Televisión Alemana de la RDA. En la República Federal de Alemania todavía tuvieron que pasar ocho años, para que una mujer (Wibke Bruhns) presentara las noticias en el canal ZDF, el 12 de mayo de 1971.
Anne-Rose Neumann ejerció de presentadora hasta 1976. Durante este tiempo, estudió periodismo en Leipzig. De 1976 a 1991 trabajó como periodista en la redacción de Intervision.
Anne-Rose Neumann estaba casada y fue madre de tres hijos. Vivió en Berlín y Greifswald, donde murió en abril de 2016, a la edad de 80 años.